# Roger Hunt (speaker)
Pour les articles homonymes, voir Roger Hunt et Hunt.
Roger Hunt, né à une date incertaine et mort en 1455 ou 1456, est un avocat et homme politique anglais.

## Biographie
Issu semble-t-il d'un milieu modeste, il étudie le droit, probablement à Lincoln's Inn à Londres, et devient avocat. Il est élu une première fois député du Huntingdonshire à la Chambre des communes du Parlement d'Angleterre en 1407, entamant ainsi une carrière de parlementaire qui durera un quart de siècle. En août 1408, grâce à l'appui de Sir John Tiptoft, le trésorier du royaume, il est nommé avocat du roi (King's attorney) à la Cour des plaids-communs. En février 1410 toutefois, le prince Henri de Monmouth le fait remplacer par l'un de ses proches.
À partir des années 1410, Roger Hunt est employé à gérer les affaires financières de John Tiptoft, qui demeure son protecteur. Il gère également les terres d'autres grands propriétaires du Huntingdonshire, est intendant d'un des manoirs de John Mowbray, earl de Norfolk. Par ailleurs, il est employé par divers notables pour régler à l'amiable leurs différends, fonciers ou autres. En février 1409, il est nommé juge de paix dans le Huntingdonshire, ainsi que dans le Northamptonshire à partir d'octobre. En 1412 il devient propriétaire d'un manoir à Chawston, où ses rapports avec la population locale s'avèrent tumultueux ; il se plaint en 1416 de dégradations de sa propriété par une soixantaine d'hommes, ainsi que d'agressions physiques à son encontre. Vers cette même date, il se marie.
En 1420 il est élu président (speaker) de la Chambre des communes. C'est peut-être la seule fois au Moyen-Âge où deux candidats aient brigué simultanément ce poste en ayant chacun le soutien d'un nombre significatif de députés. Roger Hunt est élu par la majorité de ses pairs face à John Russell. Il est élu speaker également du parlement de 1433, le dernier auquel il siège. Sous sa présidence, ce parlement est pressé par le gouvernement du roi Henri VI de lever des impôts pour combler les dettes colossales du gouvernement, mais n'accorde à l'exécutif que de modiques sommes.
En 1429, il est inculpé pour complicité de meurtre, dans des circonstances peu claires, mais acquitté. Après sa carrière politique, il demeure juge jusqu'en juin 1455. Il meurt à une date incertaine, en juillet 1456 au plus tard.